# Bahía Magdalena
Die Bahía Magdalena (deutsch Magdalena-Bucht) ist eine Lagune an der mexikanischen Westküste, sie gehört zum Bundesstaat Baja California Sur. Zum Pazifik hin begrenzt wird sie durch die sandigen Barriereinseln Isla Magdalena und Isla Santa Margarita, zwischen denen eine 5,6 km breite Öffnung zum offenen Meer besteht. Die Lagune weist eine Länge von 35 Kilometern auf vom Canal San Carlos im Norden bis zu dem an der engsten Stelle nur 1,8 km breiten Canal Gaviota im Süden, der zur südlich sich anschließenden Bahía Almejas überleitet, von der die Bahía Magdalena durch die Isla Mangrove getrennt ist. Die maximale Breite der Bucht beträgt rund 24 Kilometer.
Das Gebiet hat eine hohe ökologische Bedeutung, denn alljährlich ziehen im Winter Grauwale in die Bucht. Hier findet die Geburt der Kälber und das Paarungsritual statt. Außerdem bieten die Mangroven gute Lebensbedingungen für Seevögel.
Berufs- und Sportfischer sowie Walbeobachter haben ihre Stützpunkte in den kleinen Orten San Carlos und Puerto López Mateos.
Im Jahr 1908 machte die US-amerikanische Große Weiße Flotte aus 16 Schlachtschiffen und weiteren Einheiten auf ihrer Weltumrundung hier Station und führte einige Übungsschießen aus.